# Spider-Man Unlimited (комикс)
Это статья о сериях комиксов Spider-Man Unlimited. О мультсериале с таким же названием смотри Непобедимый Человек-паук.
Spider-Man Unlimited (рус. Неограниченный Человек-паук) — название трёх серий комиксов о супергерое Человеке-пауке, которые издавались Marvel Comics. Первая серия, действие которой происходило в основной Вселенной Marvel (Земля-616), появилась в мае 1993 года. Вторая серия является неканоничной, так как её события разворачивались во вселенной мультсериала «Непобедимый Человек-паук». Повествование в третьей серии комиксов вновь шло о Человеке-пауке из основной вселенной.

## Volume 1 (1993—1998)
Выпуски первой серии Spider-Man Unlimited выходили четыре раза в год с мая 1993 по ноябрь 1998 года. Всего было выпущено 22 номера. Комиксы отличались от других изданий Marvel Comics: они были в два раза больше по объёму, чем стандартные, и печатались на глянцевой бумаге. Некоторые выпуски были частями комикс-кроссоверов о Человеке-пауке. Первый выпуск был первой частью Maximum Carnage, второй выпуск — последней. Выпуски с 7 по 14 являются частью второй «Саги о клонах».

## Volume 2 (1999—2000)
Вторая серия комиксов с названием Spider-Man Unlimited основывалась на вселенной мультсериала «Непобедимый Человек-паук», транслировавшегося с 1999 по 2001 год. Всего было выпущено 6 номеров комикса.

## Volume 3 (2004—2006)
Spider-Man Unlimited Vol.3 была запущена в 2004 году одновременно с X-Men Unlimited Vol.2. Комикс выходил раз в два месяца. В каждом номере было по две независимых друг от друга истории.